# Gift Monday
Gift Monday, née le 9 décembre 2001, est une footballeuse internationale nigériane. Elle évolue actuellement au poste d'attaquante au Washington Spirit.

## Biographie

### En club
Gift Monday commence sa carrière aux COD United Ladies, avec qui elle remporte la coupe de Lagos en 2016, en inscrivant un but en finale. Après deux saisons, elle rejoint le FC Robo en 2017. Elle devient capitaine de l'équipe, qui évolue en première division nigériane.
En 2021, elle participe à la Ligue des champions africaine avec les Rivers Angels, et inscrit un but en phase de groupes face aux Vihiga Queens.
Pour le Super Six de NWFL 2022, elle est prêtée aux Bayelsa Queens, contre qui elle avait marqué au même stade de la compétition la saison précédente. Avec sa nouvelle équipe, elle remporte la compétition, marque neuf buts en cinq matches et est nommée meilleure joueuse du tournoi.
En décembre 2022, elle signe en Europe et rejoint le championnat espagnol sous les couleurs de l'UDG Tenerife. En février 2025, elle est nommée joueuse du mois en championnat. En mars 2025, après 72 matches pour Tenerife, elle est recrutée par le Washington Spirit en NWSL.

### En sélection
Avec les moins de 20 ans du Nigeria, elle atteint les quarts de finale de la coupe du monde 2018, puis porte le brassard lors de la victoire aux Jeux africains de 2019.
Le 10 juillet 2022, elle entre en jeu avec l'équipe senior lors d'une victoire 2-0 face au Botswana en coupe d'Afrique des nations.

## Palmarès
Bayelsa Queens
- Championnat du Nigeria (1) :
  - Championne en 2021-2022

 Nigeria -20 ans
- Jeux africains (1)
  - Médaillée d'or en 2019